# Valois Blanka német királyné
Blanche de Valois, magyarosan Valois Blanka (németül: Blanca von Valois, csehül: Blanka z Valois; 1317 – 1348. augusztus 1.), a Valois-házból származású német és cseh királyné Luxemburgi Károly királlyal (későbbi német-római császár) kötött házassága révén. Ő volt Charles de Valois és Mahaut de Châtillon harmadik gyermeke, egyben Szép Fülöp francia király unokatestvére. Két gyermeke született, Margit, Magyarország királynéja (Nagy Lajos felesége), és Katalin, Ausztria hercegnéje.

## Származása
Valois Blanka 1317-ben született a Capeting–Valois-ház tagjaként. Apja Charles de Valois, III. Fülöp francia király és Aragóniai Izabella fia volt. Apai nagyapai dédszülei IX. Lajos francia király és Marguerite de Provence (IV. Rajmond Berengár, Provence grófjának leánya), míg apai nagyanyai dédszülei I. Jakab aragóniai király és Magyarországi Jolán (II. András magyar király leánya) voltak. Édesanyja Mahaut de Châtillon grófné, aki IV. Guy de Châtillon, Saint-Pol grófjának és Marie de Bretagne leánya volt. Anyai nagyapai dédszülei III. Guy de Châtillon és Mathilde de Brabant (II. Henrik brabanti herceg leánya), míg anyai nagyanyai dédszülei II. János, Bretagne hercege és Angliai Beatrix (III. Henrik angol király leánya) voltak. Blanka királyné ugyan már az apja által alapított Valois-házba született, ám rendelkezett a francia uralkodó dinasztia, valamint az aragón királyi-, a magyar királyi-, és az angol királyi-ház vérvonalával is.

## Házassága és gyermekei
Blanka 1323-ban, hat éves kora körül lett eljegyezve az ekkor szintén hat éves kora körül lévő, Luxemburg-házból származó Luxemburgi Károllyal, a későbbi morva őrgróffal. Károly Vak János cseh király és Csehországi Erzsébet (II. Vencel cseh király leányának) fia volt. Házasságukra 1329-ben került sor Prágában. Kapcsolatukból összesen három gyermek születése ismeretes:
- fiúgyermek (kilétére egyik korabeli forrás hivatkozik, amely szerint Vak János unokáját III. Kázmér lengyel király Erzsébet nevű lányával eljegyezték)[2]
- Margit hercegnő (1335. május 24.–1349. szeptember 7.), Nagy Lajos első hitveseként magyar királyné.
- Katalin hercegnő (1342. augusztus 19. – 1395. április 26.), első férje IV. Rudolf osztrák főherceg,[3] második férje V. Ottó bajor herceg és brandenburgi őrgróf.[4]

## Külső hivatkozások
- Genealogie-Mittelalter/Blanka von Valois Deutsche Königin